# Eochorica
Eochorica is een geslacht van vlinders uit de familie zakjesdragers (Psychidae). De wetenschappelijke naam van het geslacht is voor het eerst geldig gepubliceerd in 1940 door Hans Rebel.
De typesoort van het geslacht is Penestoglossa balcanica Rebel, 1919

## Soorten
- E. balcanica (Rebel, 1919)
- E. maurella (Rebel, 1935)
- E. troughti Amsel, 1955
- E. vardarica